# Jetro

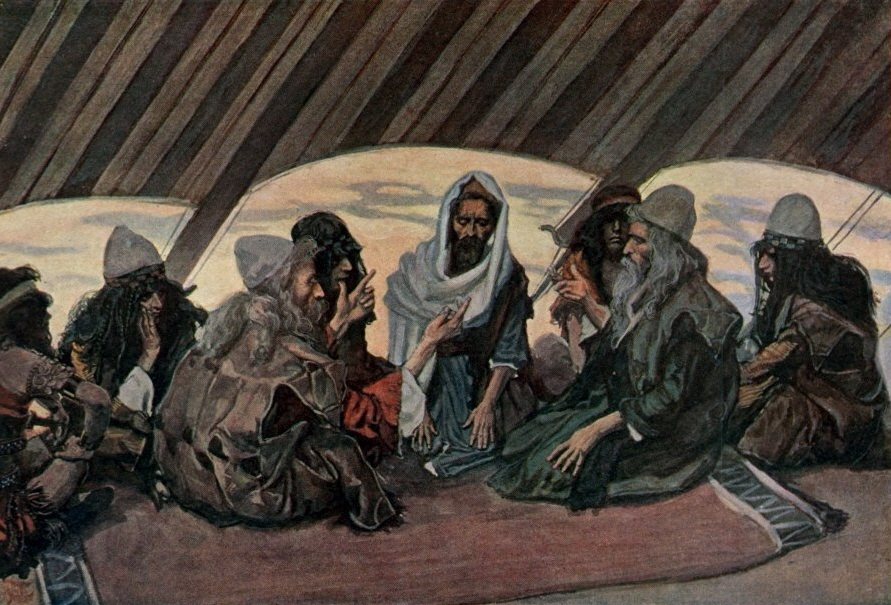
Jetro träffar Mose under ökenvandringen. Målning av James Tissot.

Jetro, (hebreiska: יִתְרוֹ, "Ers Överlägsenhet/Förträfflighet") även Reuel eller Hobab (i Domarboken), är enligt Gamla Testamentet och den judiska mytologin svärfar till Mose, då Mose gifte sig med hans dotter Sippora. Jetro var herde och präst i Midjan.
Inom islamsk tradition identifieras Jetro som Shuˤayb, en av profeterna i Koranen.